# Ibadan
Ibadan er en by i det sydvestlige Nigeria, med et indbyggertal (pr. 2006) på cirka 2.550.000, hvilket gør den til Nigerias tredjestørste by efter Lagos og Kano. Byen er hovedstad i delstaten Oyo. 